# Kehlen (Luksemburg)
Kehlen (lb. Kielen) − miejscowość i gmina w południowo-zachodnim Luksemburgu, w kantonie Capellen. Do 3 października 2015 gmina leżała w dystrykcie Luksemburg. 

## Podział administracyjny
Do gminy należy 14 miejscowości, w tym sześć (Uertschaft) oraz osiem lieu-dit:
1. Brameschhof (Brameschhaff), lieu-dit
2. Dondelange (Dondel / Dondelingen)
3. Dürrenthal (Direndall), lieu-dit
4. Kehlen (Kielen)
5. Keispelt (Keespelt)
6. Kleng-Amerika, lieu-dit
7. Koubierg, lieu-dit
8. Kräizwee-Keespelt, lieu-dit
9. Kräizwee-Ollem, lieu-dit
10. Meispelt (Meespelt)
11. Nospelt (Nouspelt)
12. Olm (Ollem)
13. Quatre-Vents (Katrewang), lieu-dit
14. Val-des-Oseraies (Weidendall / Weidenthal), lieu-dit

## Współpraca
Miejscowości partnerskie:
- Meckenbeuren, Niemcy
- Neustadt in Sachsen, Niemcy